# FinCEN Files
I FinCEN Files sono dei documenti trapelati dal Financial Crimes Enforcement Network (FinCEN) del Tesoro degli Stati Uniti, che sono stati pubblicati da BuzzFeed News e dal Consorzio nazionale dei giornalisti investigativi (ICIJ) il 20 settembre 2020.
I documenti descrivono oltre 200 000 transazioni finanziarie sospette per un valore di oltre 2 trilioni di dollari statunitensi avvenute dal 1999 al 2017 in più istituzioni finanziarie e bancarie globali. I documenti rivelano che, sia le banche che il governo degli Stati Uniti erano a conoscenza di queste informazioni e che hanno fatto poco o nulla per fermare l'attività di riciclaggio di denaro sporco. I documenti trattamento di istituzioni finanziarie presenti in più di 170 paesi nel mondo che hanno svolto un ruolo cruciale nell'agevolazione del riciclaggio di denaro e di altri reati fraudolenti di stampo finanziario.
BuzzFeed News e il Consorzio affermano che i documenti contengono più di 200 000 transazioni risalenti al periodo 1999-2017, per un valore di circa 2000 miliardi di dollari.
Tra gli istituti bancari coinvolti nel riciclaggio di denaro vi sono JPMorgan Chase, HSBC, Standard Chartered, Deutsche Bank e Bank of New York Mellon.
BuzzFeed e ICIJ hanno riferito che sono coinvolte anche American Express, Bank of America, Bank of China, Barclays, China Investment Corporation, Citibank, Commerzbank, Danske Bank, First Republic Bank, Société Générale, VEB.RF e Wells Fargo.
Il 21 settembre 2020 numerosi titoli bancari sono crollati in borsa causa ingenti perdite.